# حي وسط (الإسكندرية)
حي وسط الإسكندرية هو أحد أحياء مدينة الإسكندرية في مصر، أُنشئ بقرار وزير الدولة للإدارة المحلية رقم 1341 لسنة 1965، بلغ عدد سكانه في 1 يوليو 2017 حوالي 544785 نسمة مُقسمين إلى 274147 من الذكور، و 270638 من الإناث، وينقسم إداريًا إلى ثلاثة أقسام تضم شياخات وقرى رئيسية بتوابعها هي قسم محرم بك، قسم باب شرق، وقسم العطارين، يحده من الشمال البحر الأبيض المتوسط، ومن الشرق حي شرق، ومن الغرب حي الجمرك وحي غرب، ومن الجنوب بحيرة مريوط. ومن أهم المناطق السكنية بالحي العطارين، الأزاريطة، كامب شيزار، الحضرة، الحضرة الجديدة، الإبراهيمية، كوم الدكة، محطة الرمل، محرم بك، الشاطبي، وصواري.

## التقسيم الإداري
ينقسم حي وسط إداريًا إلى ثلاثة أقسام تضم 22 شياخة وثلاثة قرى رئيسية بتوابعها كالتالي:

### قسممحرم بك
بلغ عدد سكانه حوالي 280609 نسمة، ويتكون من الشياخات التالية:
- شياخة أمبروزو.
- شياخة الباب الجديد شرق.
- شياخة الباب الجديد غرب.
- شياخة بوالينو.
- شياخة راغب باشا.
- شياخة الصبحية.
- شياخة البر القبلي.
- قرية أبيس 7 الرئيسية.
- قرية أبيس 8 الرئيسية.
- قرية أبيس 10 الرئيسية.

### قسم باب شرق
بلغ عدد سكانه حوالي 227221 نسمة، ويتكون من الشياخات التالية:
- شياخة الإبراهيمية.
- شياخة وابور المياه.
- شياخة الأزاريطة.
- شياخة كامب شيزار.
- شياخة النزهة.
- شياخة الحضرة القبلية.
- شياخة عزبة سعد.

### قسمالعطارين
بلغ عدد سكانه حوالي 36955 نسمة، ويتكون من الشياخات التالية:
- شياخة شريف.
- شياخة الصوري.
- شياخة الميرغني.
- شياخة المسلة.
- شياخة كوم الدكة شرق.
- شياخة كوم الدكة غرب.
- شياخة العطارين شرق.
- شياخة العطارين غرب.

## أهم المعالم
| - ستاد الإسكندرية. - مدرسة العباسية الثانوية. - متحف الفنون الجميلة بالاسكندرية. - موقف محرم بك. - المسرح الروماني. - مدرسة النصر للبنين. - مستشفى الحميات والجهاز الهضمي والكبد بالإسكندرية |  | - متحف الإسكندرية القومي. - مكتبة الإسكندرية الجديدة. - حدائق الشلالات. - مسجد القائد إبراهيم. - مسجد العطارين. |

## معرض الصور

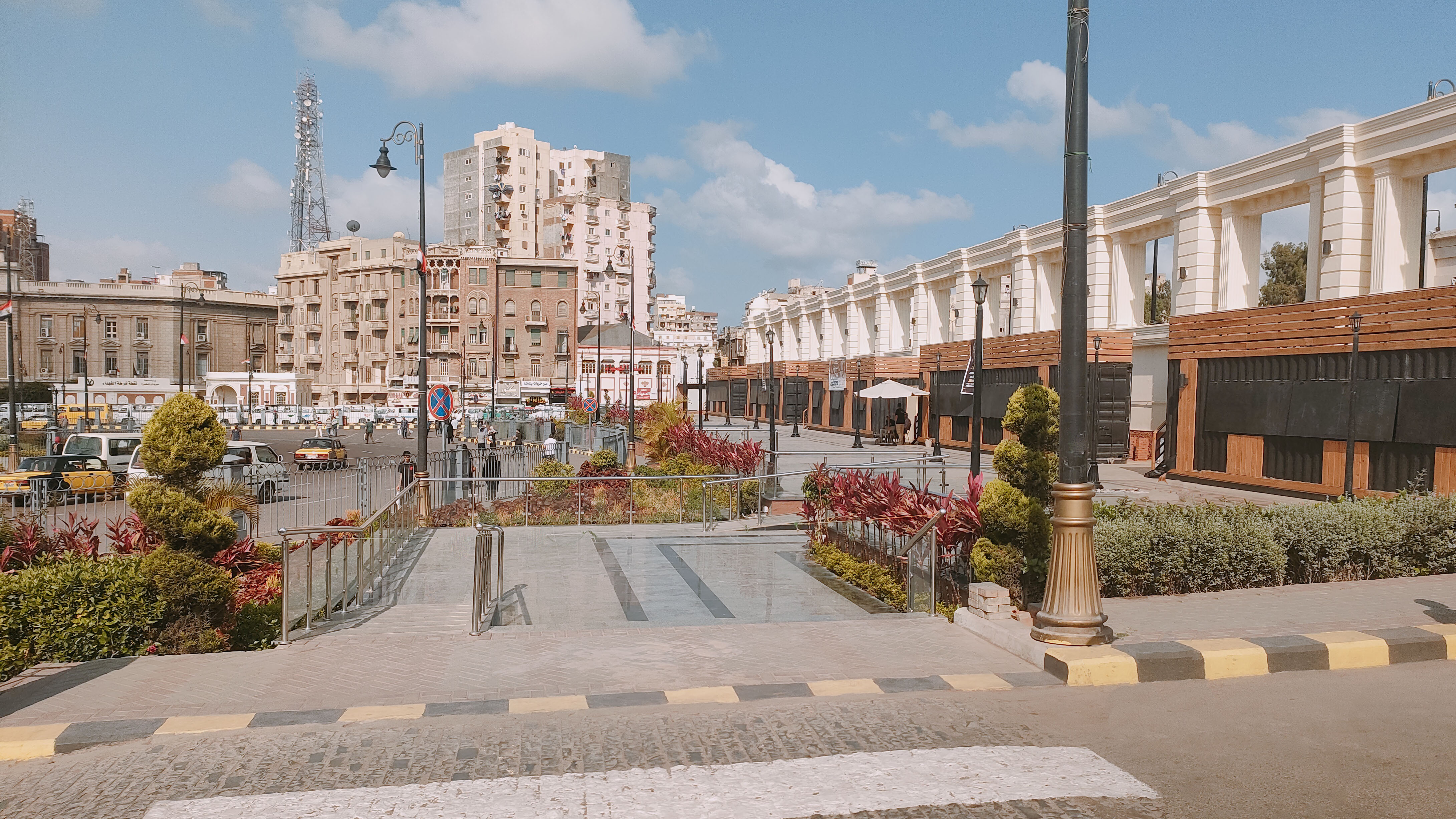
ميدان الشهداء
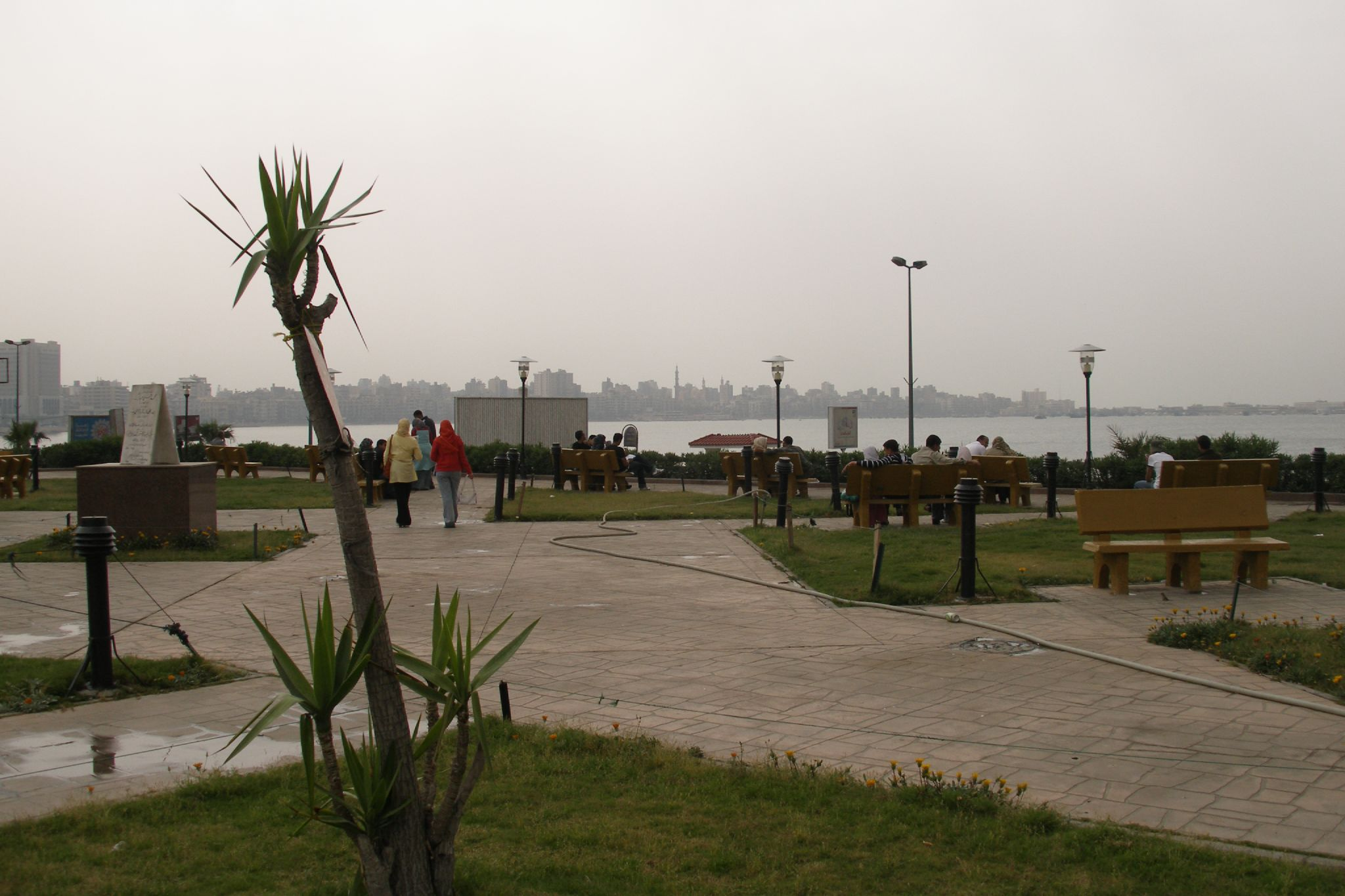
حدائق الشاطبي
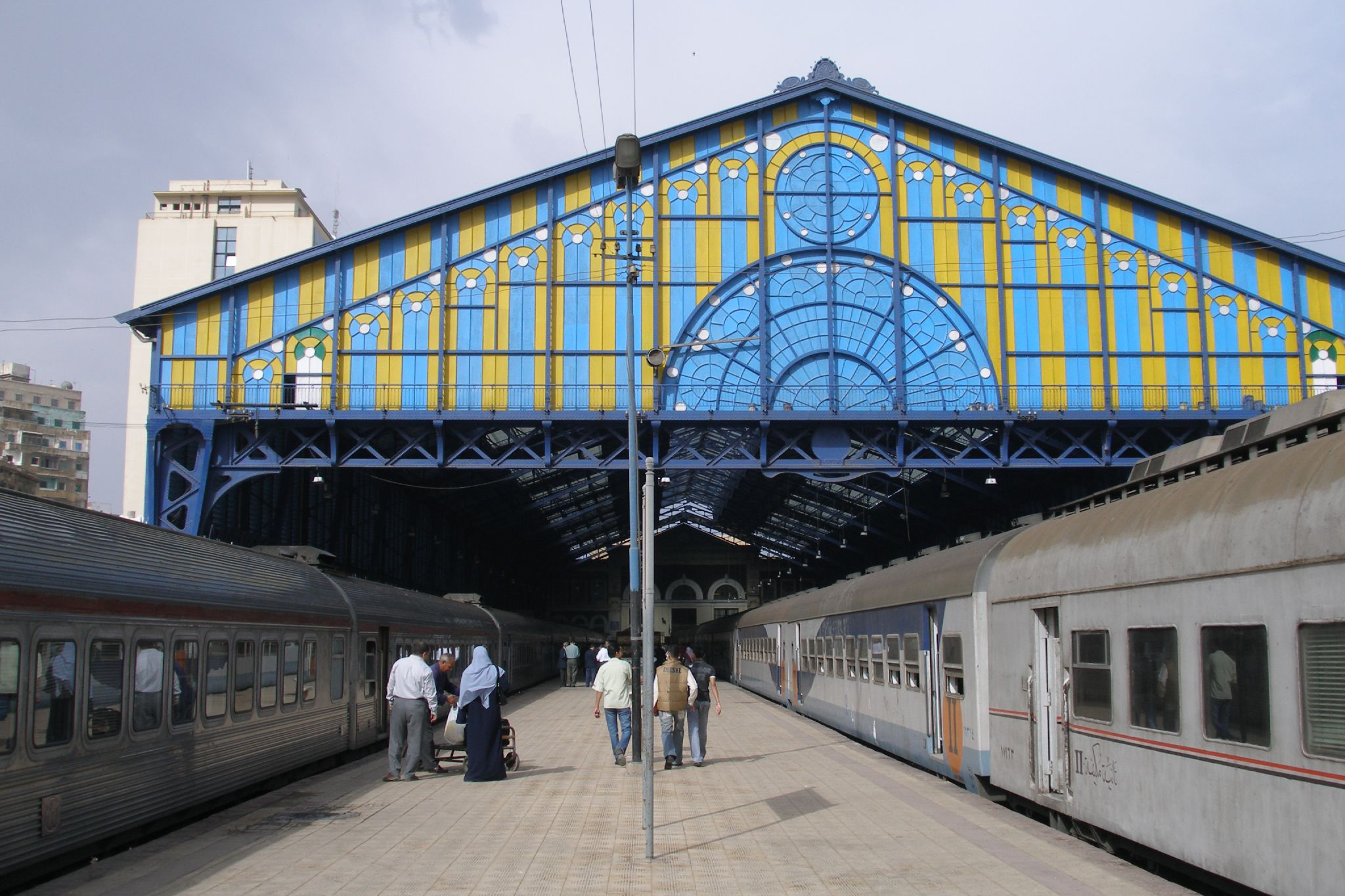
محطة مصر
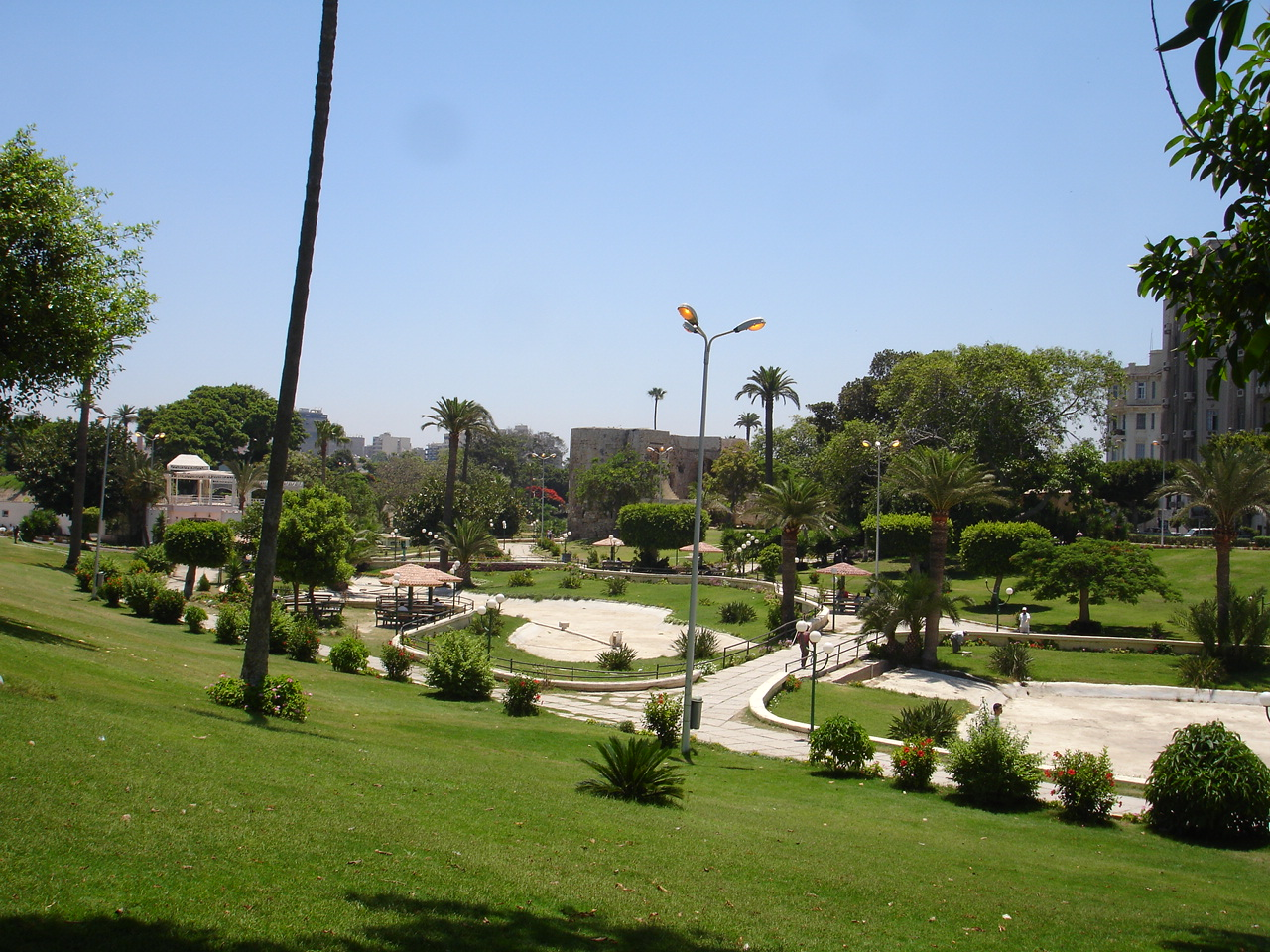
حدائق الشلالات
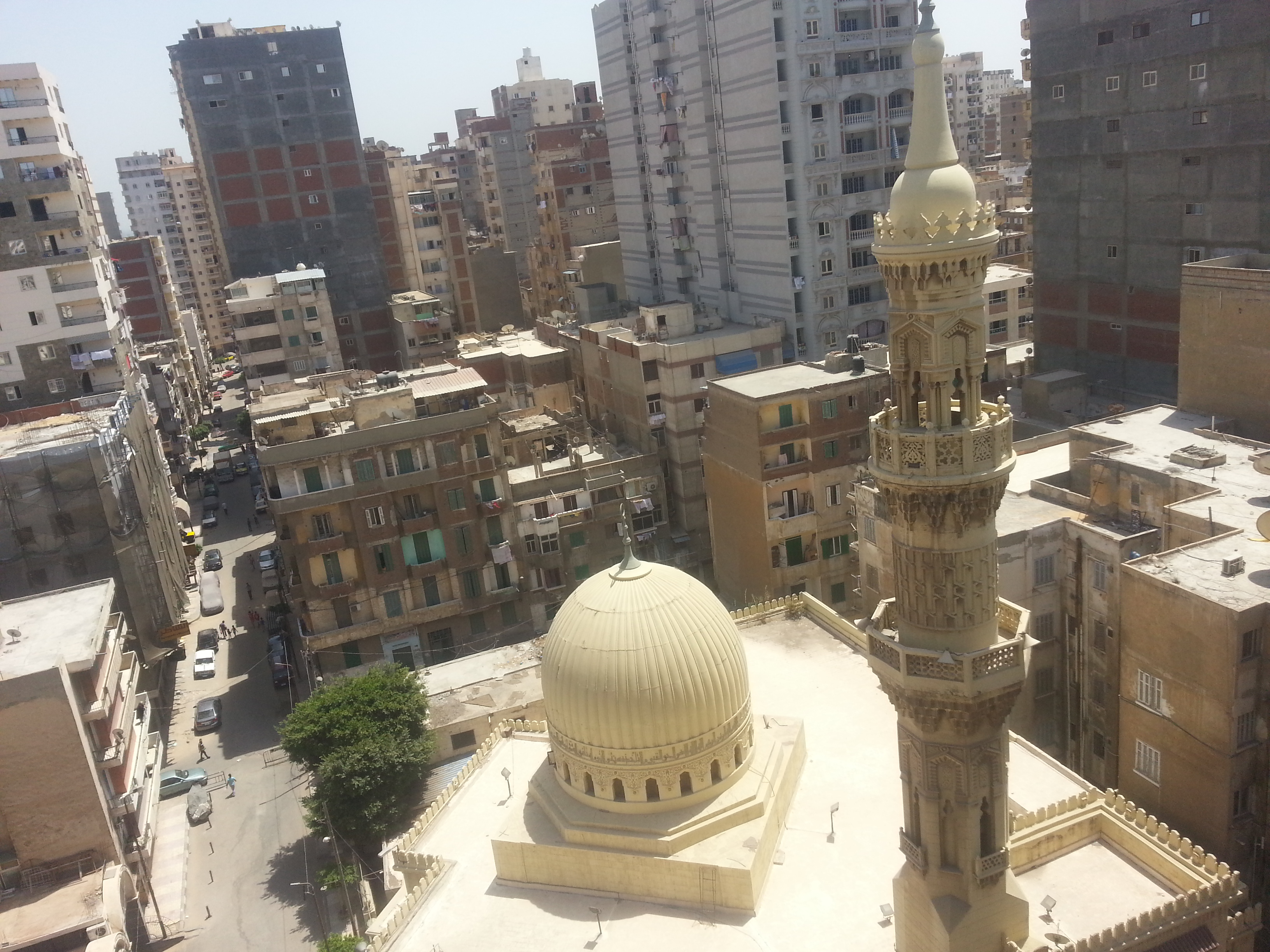
مسجد أولاد الشيخ
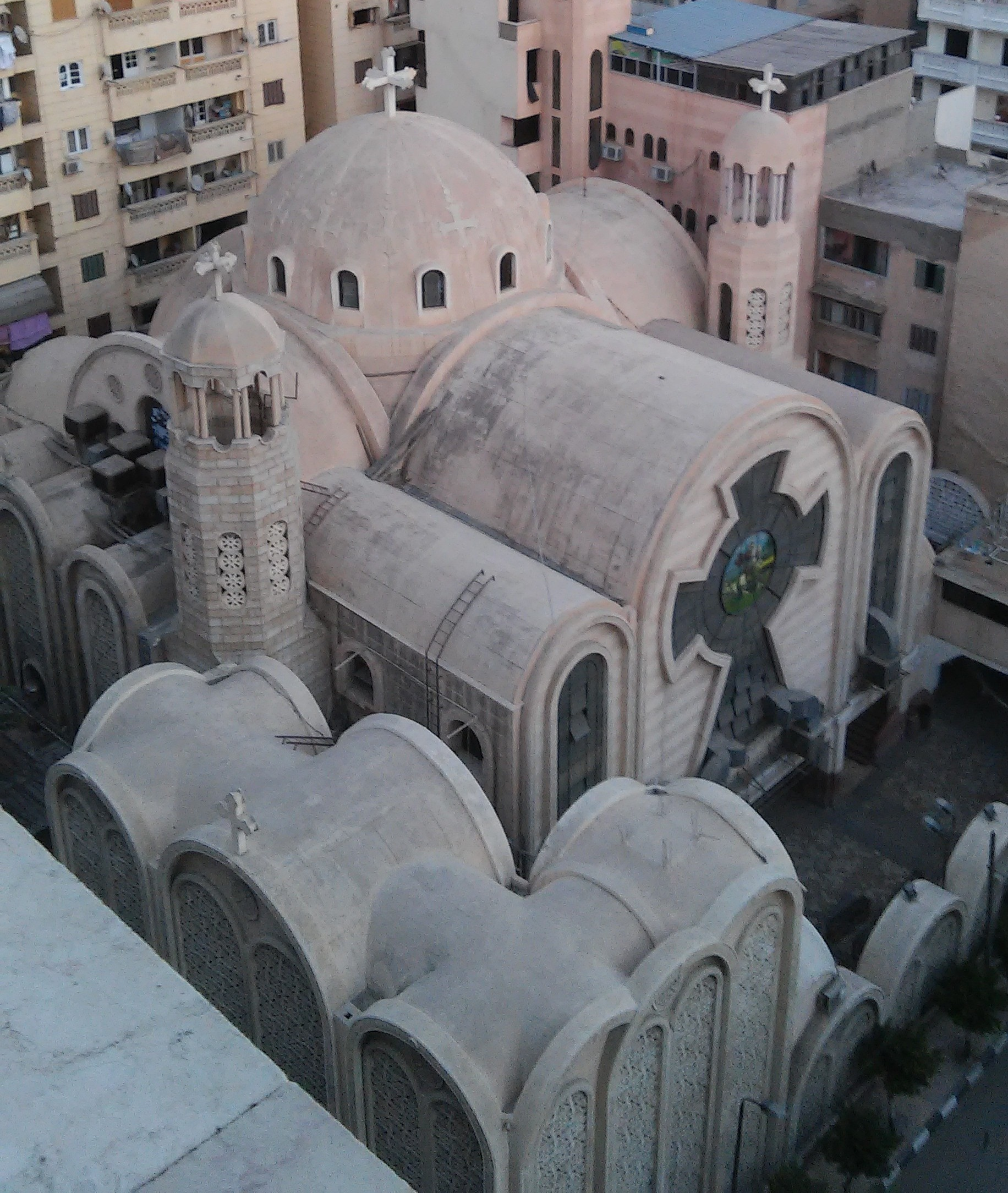
كنيسة مارجرجس
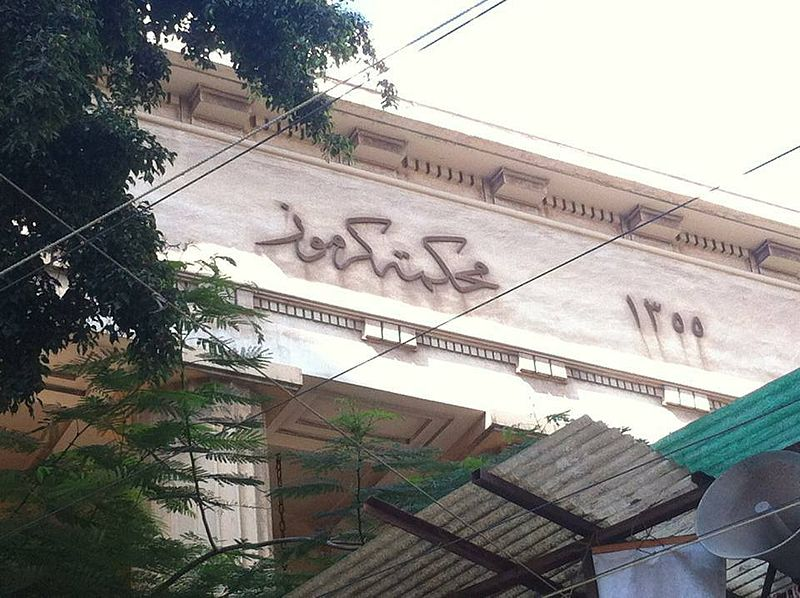
محكمة كرموز
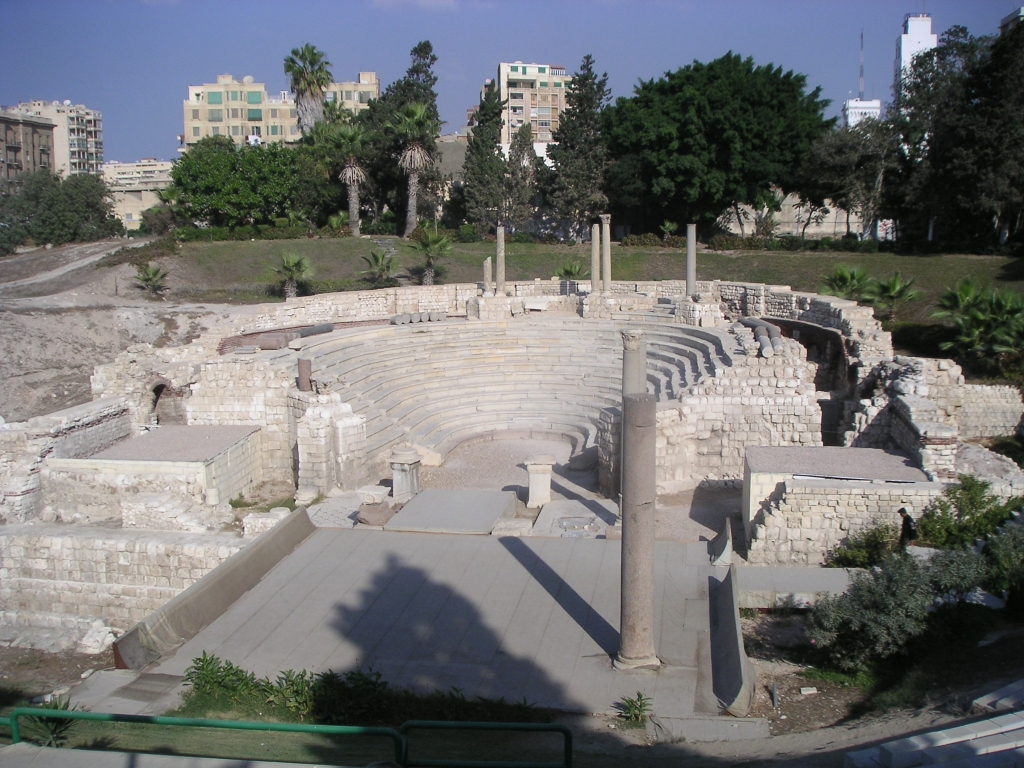
المسرح الروماني
مكتبة الإسكندرية
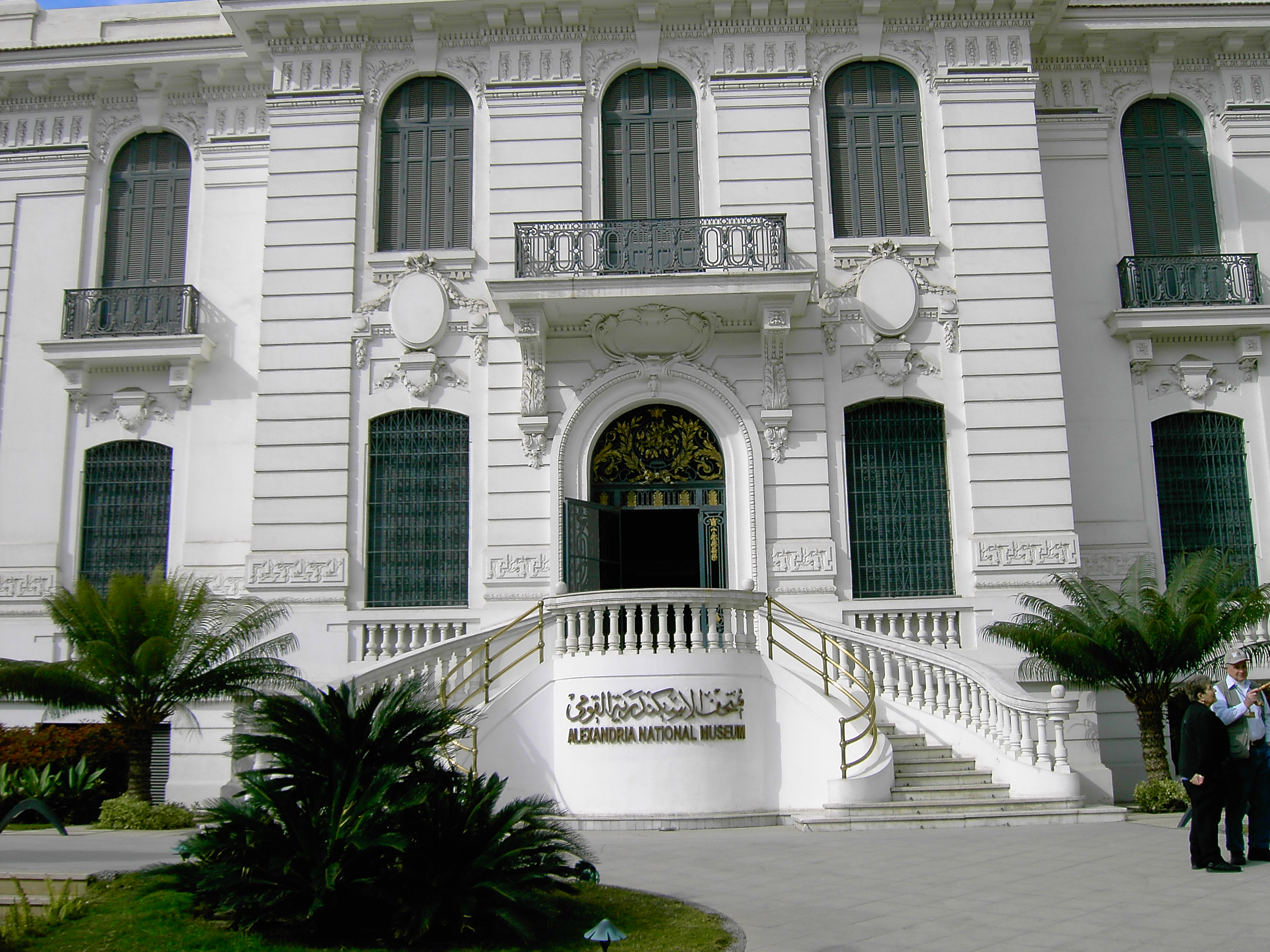
متحف الإسكندرية القومي

## وصلات خارجية
- الصفحة الرسمية لحي وسط على موقع فيس بوك